# Henry Smalls
Henry Smalls (* um 1962 in den  USA) ist ein US-amerikanischer Kampfsportler und Schauspieler.

## Leben
Smalls wuchs als ältester von vier Brüdern in Philadelphia auf. Im Alter von elf Jahren wurde er Opfer jugendlicher Gewalt und verlor dabei seine beiden Beine. Trotzdem trainierte er mehrere Kampfsportarten. Er gewann zahlreiche Karate-Meisterschaften (4. Dan) und wechselte 1981 zum Kendō (6. Dan). Außerdem trainiert er Iaidō, Aikidō, Jiu Jitsu und Kung Fu.
Er leitet heute seine eigene Kampfsportschule in Honolulu.
Durch seine sportlichen Leistungen, trotz der Behinderung, erlangte er einen großen Bekanntheitsgrad, was auch Auswirkungen auf seine berufliche Orientierung zur Schauspielerei nahm.

## Filmografie
- 1998 Escape from Atlantis (TV)
- 1998 In God’s Hands
- 2001 The Ghost